# Acanthochondria hoi
Acanthochondria hoi is een eenoogkreeftjessoort uit de familie van de Chondracanthidae. De wetenschappelijke naam van de soort is voor het eerst geldig gepubliceerd in 2003 door Kalman.